# نان سوروک
نان سورُک که در میان زرتشتیان یزد سیرُگ یا سیرو نامیده می‌شود نوعی نان روغنی است که در استان یزد پخت می‌شود. مواد تشکیل دهنده این نان آرد نان سنگک، آب، شکر، نمک، تخم گشنیز، گل‌رنگ و مایه خمیر است که در روغن ارده سرخ می‌شود. این نان با شکر یا بدون شکر با پنیر مصرف می‌شود.
نان سیرک در بعضی از مراسم سنتی نائین نیز طبخ می‌شود.

## فرهنگ مصرف
مسلمانان یزد معمولاً سورُک را پنج شنبه شب‌ها آماده می‌کنند و به یاد رفتگان خود به عنوان خیرات برای دوستان و آشنایان می‌برند.
زرتشتیان سیرُگ را برای سفره‌های مراسم‌ها و جشن‌های آیینی و سوگواری تهیه می‌کنند. اما نحوه مصرف آن در جشن‌ها و سوگواری‌ها متفاوت است. در جشن‌ها روی سیرُگ شکر می‌ریزند یا با پشمک سرو می‌کنند اما در سوگواری بدون شکر با حلوا یا تخم مرغ مصرف می‌شود. این نان یکی از اجزای اصلی سفره گاهنبار محسوب می‌شود.